# Pyhätunturi (kulle i Lappland, Tunturi-Lappi, lat 67,68, long 24,30)
Pyhätunturi är en kulle i Finland.   Den ligger i den ekonomiska regionen  Fjäll-Lappland  och landskapet Lappland, i den norra delen av landet, 800 km norr om huvudstaden Helsingfors. Toppen på Pyhätunturi är 491 meter över havet, eller 151 meter över den omgivande terrängen. Bredden vid basen är 3,2 km.
Terrängen runt Pyhätunturi är varierad.  Trakten runt Pyhätunturi är nära nog obefolkad, med mindre än två invånare per kvadratkilometer. Närmaste större samhälle är Äkäslompolo, 9,8 km sydväst om Pyhätunturi. 